# 小行星7008
小行星7008（英語：7008 Pavlov）是一颗围绕太阳公转的小行星。1985年8月23日，尼古拉·切爾尼赫在克里米亚发现了此天体。
这颗小行星的绝对星等为248.0100046215872等。